# Mesoacidalia aberrans
Mesoacidalia aberrans är en fjärilsart som beskrevs av Lampa 1885. Mesoacidalia aberrans ingår i släktet Mesoacidalia och familjen praktfjärilar. Inga underarter finns listade i Catalogue of Life.